# Bonde söker fru – Jorden runt
Bonde söker fru – Jorden runt är en spinoff-serie på Bonde söker fru som har premiär 3 mars 2020 på TV4, TV4 Play och C More. Till skillnad från Bonde söker fru befinner sig och arbetar singelbönderna i Bonde söker fru – Jorden runt i olika delar av världen. Gemensam är att de söker den stora kärleken. Seriens första säsong består av 8 avsnitt.
En andra säsong planerades att sändas våren 2021 men sköts upp på grund av coronapandemin. Säsong 2 är planerad till 2024. preliminär start för programmet är 8 april.
Programledare för säsong 2 är precis som första säsongen Linda Lindorff.
I säsong 2 medverkar travtränaren Anders Lindqvist som en av bönderna. I övrigt är olivbonden Dino på Rhodos och vinbonden Chris bönderna som söker kärleken i programmet.

## Deltagande bönder

### Säsong 1[6]
- Andreas, 31 år, köttbonde i Harden, Australien
- Michel, 34 år, frukt- och grönsaksbonde i Linga Linga, Moçambique
- Leif, 69 år, avokadobonde i Malaga, Spanien

### Säsong 2
- Christopher, 25 år, vinbonde i Napa Valley, USA
- Dino, 49 år, olivbonde, Rhodos, Grekland
- Arnaud, 54 år, grisbonde, Provins, Frankrike
- Anders, 70 år, travtränare, Grosbois, Frankrike